# 존 두베
존 두베(John Langalibalele Dube, 1871년 2월 11일~1946년 2월 11일)는 남아프리카 공화국의 평론가, 철학가, 교육자, 정치인, 저자, 편집자, 소설가이자 시인이다. 그는 이후 아프리카 민족회의로 이름이 바뀐 남아프리카 민족회의의 창립자 중 한 명으로 잘 알려져 있다. 콰줄루나탈 주에서 태어났다.